# نوروویروس
نوروویروس (نام علمی: Norovirus) نام یک سرده از تیره ویروس کالیسی است.
نوروویروس یا ویروس نورواک که با نام ویروس استفراغ زمستان هم شناخته می‌شود، عامل ایجاد کننده بیماری‌های گوارشی مسری است و باعث التهاب معده و دیواره روده بزرگ می‌شود، این ویروس با اینکه شباهتی با آنفلوانزا ندارد اما چگونه افراد آن را با نام آنفلوانزای معده به خاطر دارند.
ویروس‌ها توسط کمیته بین‌المللی طبقه‌بندی ویروس‌ها به تیره، سرده وگونه‌هایی طبقه‌بندی می‌شوند. و ویروس نورواک تنها گونه از سرده ویروس نورو است که به تیره ویروس کالی تعلق دارد.
ویروس نورواک به نام شهر نورواک، اوهایو در ایالات متحده نامگذاری شده‌است، زیرا در نوامبر سال ۱۹۶۸ التهاب معدی‌روده‌ای ویروسی حاد در بین بچه‌های دبستان برانسون آن شهر شیوع پیدا کرد.
نوروویروس عمدتاً برای کودکان (سنین بالا) و بزرگسالان عفونت‌زا می‌باشد. این بیماری با اسهال مسافرتی همراه بوده و آب آلوده به عنوان منشأ شناخته شده بیماری به حساب می‌آید.
این ویروس و عواملی که وابستگی نزدیکی به آن دارند، قطری معادل ۲۸–۳۰ نانومتر داشته، در سه گروه قرار می‌گیرند:
۱) ویروس‌های SRSV که دارای سطوح نامنظم می‌باشند.
۲)کالیس‌ویروس‌ها، که دارای فرورفتگی‌های سطحی می‌باشند. مشابه پیکورناویروس‌ها بوده و در ظرف ۳–۱ روز باعث استفراغ و اسهال در کودکان می‌شوند.
۳) آستروویروس‌ها که به‌صورت ستاره پنج یا شش وجهی می‌باشند. این ویروس‌ها عامل التهاب معده‌ای- روده‌ای نادر در کودکان و بزرگسالان شناخته می‌شوند، هرچند که کودکان کمتر از ۷ سال حساس‌ترین گروه می‌باشند. علایم بیماری در عرض ۲۴ تا ۳۶ ساعت ظاهر می‌شوند و شامل استفراغ، اسهال و تب می‌باشد.